# Vitória Brasil
Vitória Brasil är en kommun i Brasilien.   Den ligger i delstaten São Paulo, i den södra delen av landet, 600 km sydväst om huvudstaden Brasília. Antalet invånare är 1 737.
Omgivningarna runt Vitória Brasil är en mosaik av jordbruksmark och naturlig växtlighet. Runt Vitória Brasil är det ganska glesbefolkat, med 26 invånare per kvadratkilometer.